# Ben Segenreich
Ben Segenreich (* 3. března 1952, Vídeň) je rakousko–izraelský novinář, korespondent ORF v Izraeli (Tel Aviv).

## Životopis
Ben Segenreich absolvoval francouzské lyceum ve Vídni a dále studoval v Paříži a Vídni matematiku a fyziku. V tomto období se také angažoval například v pomoci obětem antisemitské diskriminace a židovským disidentům v Sovětském svazu. Po promoci pracoval jako vývojář softwaru a zároveň jako rakouský korespondent izraelského deníku Maariv.
V roce 1983 odjel pracovat do Izraele. Od roku 1989 byl korespondentem několika rakouských a německých novin. Od roku 1990 pracuje pro ORF.
Je ženatý a má dvě dcery.

## Ocenění
- 2010: Čestné vyznamenání za služby Rakouské republice